# Шежини (гміна)
Гміна Шежини (пол. Gmina Szerzyny) — сільська гміна у південній Польщі. Належить до Тарновського повіту Малопольського воєводства.
Станом на 31 грудня 2011 у гміні проживало 8063 особи.

## Площа
Згідно з даними за 2007 рік площа гміни становила 82.24 км², у тому числі:
- орні землі: 68.00%
- ліси: 24.00%

Таким чином, площа гміни становить 5.81% площі повіту.

## Населення
Станом на 31 грудня 2011:
| Опис     | Загалом | Загалом | Чоловіки | Чоловіки | Жінки | Жінки |
| -------- | ------- | ------- | -------- | -------- | ----- | ----- |
| одиниця  | осіб    | %       | осіб     | %        | осіб  | %     |
| все      | 8063    | 100     | 4046     | 50.18    | 4017  | 49.82 |
| міське   | 0       | 100     | 0        |          | 0     |       |
| сільське | 8063    | 100     | 4046     | 50.18    | 4017  | 49.82 |

## Сусідні гміни
Гміна Шежини межує з такими гмінами: Беч, Бжиська, Жепенник-Стшижевський, Йодлова, Риґліце, Сколишин, Тарнув.